# Véronique Hivon
Pour les articles homonymes, voir Hivon.
Véronique Hivon, née le 14 mars 1970 à Joliette, est une avocate et femme politique québécoise, députée de Joliette à l'Assemblée nationale du Québec sous la bannière du Parti québécois de 2008 à 2022.
De 2012 à 2014, elle est ministre déléguée aux Services sociaux et à la Protection de la jeunesse, ministre responsable du dossier Mourir dans la dignité et ministre responsable de la région de Lanaudière. Aux élections générales de 2014, réélue pour un troisième mandat dans Joliette, elle est nommée par le chef intérimaire du Parti québécois, Stéphane Bédard, porte-parole de l'opposition officielle en matière de culture, de communications, d'enseignement supérieur, de recherche et de soins de fin de vie.
Elle est candidate dans la course à la direction du Parti québécois de 2016 jusqu'à ce qu'elle se retire pour des problèmes de santé.

## Biographie
Née le 14 mars 1970 à Joliette au Québec, elle est la cadette des trois filles de Gilles Hivon, dentiste, et de Françoise Brissette, infirmière.
Elle étudie en science politique à l'Université d'Ottawa et est diplômée en droit de l'Université McGill (1994), y obtenant deux baccalauréats, l'un en common law et l'autre en droit civil ; elle est avocate depuis 1995. Elle poursuit ensuite des études à la London School of Economics and Political Science, obtenant avec distinction en 1996 une maîtrise ès sciences (MSc) en analyse et planification de politiques sociales.
Durant ses études à Ottawa, elle est page à la Chambre des communes du Canada.
Véronique Hivon est ensuite attachée politique et directrice de cabinet adjointe des ministres de la Justice Serge Ménard et Linda Goupil. Puis, après avoir travaillé au Centre de recherche en droit privé et comparé du Québec de l'Université McGill, elle devient en 2002 avocate au gouvernement du Québec dans les domaines du droit constitutionnel, des relations intergouvernementales et de l’administration de la justice.

## Carrière politique
En mars 2007, elle est candidate du Parti québécois dans la circonscription de Jean-Talon, et subit la défaite aux mains du libéral Philippe Couillard. L'année suivante, elle est élue dans Joliette lors des élections générales.
Le 9 mai 2016, elle annonce sa candidature à la chefferie du Parti québécois, à la suite de la démission de Pierre Karl Péladeau, mais elle se retire le 26 août 2016.

### 2008-2012: opposition officielle
À la suite de son élection en tant que députée de Joliette aux élections générales de 2008, Véronique Hivon entre dans le cabinet fantôme de Pauline Marois en 2009 comme porte-parole de l'opposition officielle en matière de justice.
Par la suite, elle est l'instigatrice et la vice-présidente de la Commission spéciale Mourir dans la dignité, qui dure de 2009 à 2012.
En 2011, elle ajoute les dossiers de la protection de la jeunesse et de l'adoption internationale à celui de la justice dans son rôle de porte-parole de l'opposition officielle.

### 2012-2014: gouvernement
À l'élection générale de 2012, Véronique Hivon est réélue députée de Joliette à une forte majorité. La première ministre Pauline Marois lui confie le rôle de ministre déléguée à la Santé publique et à la Protection de la Jeunesse, et de ministre responsable de la région de Lanaudière.
Un mois après son entrée en fonction, Véronique Hivon démissionne à contrecœur de ses fonctions ministérielles, pour des raisons personnelles, mais conserve tout de même son siège de députée. Elle réintègre le Conseil des ministres le 4 décembre 2012 en tant que ministre déléguée aux Services sociaux et à la Protection de la jeunesse, ministre responsable du dossier Mourir dans la dignité et ministre responsable de la région de Lanaudière.
L'une de ses principales réalisations en tant que ministre a été de formuler un projet loi à partir des recommandations de la commission spéciale Mourir dans la dignité. Le 12 juin 2013, elle dépose le projet de loi 52, intitulé Loi concernant les soins de fin de vie à l'Assemblée nationale. Ce projet de loi consiste à légaliser l'aide médicale à mourir pour les gens en phase terminale d'une maladie incurable, donc en fin de vie. Après la pause estivale, le projet de loi passe l'étape de l'adoption de principe par 84 voix contre 26. L'étude détaillée du projet de loi est finalisée le 16 janvier 2014. Le déclenchement de l'élection générale de 2014 interrompt toutefois le processus.
D'autres réalisations ministérielles de Véronique Hivon sont de soutenir financièrement des organismes communautaires, notamment en autisme , et de formuler une politique nationale de lutte à l'itinérance.

### 2014-2017: opposition officielle
Malgré la défaite du Parti québécois lors des élections générales québécoises de 2014, Hivon est réélue députée péquiste de Joliette à une forte majorité. Elle est nommée porte-parole de l'opposition officielle en matière de culture, de communications, d'enseignement supérieur, de recherche et de soins de fin de vie par le chef intérimaire du parti, Stéphane Bédard .
Étant donné le fort consensus politique et social dont fait l'objet le projet de loi 52 sur les soins de fin de vie, le ministre libéral de la Santé Gaétan Barrette décide de ramener au feuilleton le projet de loi tel que présenté par Hivon alors qu'elle était ministre. Fait rare, reconnaissant le travail fait par Véronique Hivon, le ministre Barrette la nomme coauteure du projet de loi. Le 5 juin 2014, après plus de 4 ans et demi de travaux parlementaires, le projet de loi est adopté à 94 députés contre 22.
Pressentie pour être candidate dans la course à la chefferie du Parti québécois en 2015 plusieurs sondages placent Hivon en bonne position pour prétendre au titre. Toutefois, le 20 septembre 2014, elle annonce qu'elle ne se portera pas candidate, évoquant notamment le difficile équilibre entre la vie de famille et la vie de cheffe de parti. Le 5 février 2015, après plusieurs mois de réflexion, elle choisit d'annoncer publiquement son soutien au candidat à la chefferie Alexandre Cloutier et s'engage activement à promouvoir les idées de ce dernier.
À la suite de la course à la chefferie, le nouveau chef du PQ, Pierre-Karl Péladeau, remanie son cabinet fantôme. Véronique Hivon conserve sa fonction de porte-parole de l'opposition officielle en matière de culture, de communications et de soins de fin de vie. Péladeau lui ajoute les sujets de la justice et les lois professionnelles, en plus de la nommer responsable de la convergence du mouvement souverainiste.
À la suite de la démission surprise de Pierre-Karl Péladeau en 2016, elle se lance dans la course à la chefferie pour lui succéder mais est par la suite contrainte de se retirer pour des ennuis de santé. Dans son livre Qui veut la peau du Parti Québécois : et autres secrets de la politique et des médias, Jean-François Lisée dévoile qu'il lui avait offert à deux reprises de lui céder la chefferie du parti mais qu'elle aurait refusé à chaque fois, ce qu'elle a elle-même confirmé par la suite.

### Vice-cheffe: campagne 2018
Le 28 janvier 2018, le chef du Parti québécois, Jean-François Lisée, nomme Véronique Hivon vice-cheffe du parti, en annonçant qu'elle serait vice-première ministre dans un gouvernement péquiste. Elle conserve ce titre jusqu'aux élections du 1er octobre 2018 où elle est réélue députée de la circonscription de Joliette à l'Assemblée nationale du Québec mais où son parti n'obtient plus que le statut de deuxième opposition,.

### Départ de la politique
Le 21 avril 2022, Véronique Hivon annonce son départ de la vie politique active à la fin de son mandat à l'automne,.

## Résultats électoraux
|                                                                                               | Nom                        | Parti               | Nombre de voix | %      | Maj.  |
| --------------------------------------------------------------------------------------------- | -------------------------- | ------------------- | -------------- | ------ | ----- |
|                                                                                               | Véronique Hivon (sortante) | Parti québécois     | 17 685         | 46,2 % | 4 431 |
|                                                                                               | François St-Louis          | Coalition avenir    | 13 254         | 34,7 % | -     |
|                                                                                               | Judith Sicard              | Québec solidaire    | 3 881          | 10,1 % | -     |
|                                                                                               | Emilie Imbeault            | Libéral             | 2 620          | 6,8 %  | -     |
|                                                                                               | Étienne St-Jean            | Vert                | 528            | 1,4 %  | -     |
|                                                                                               | Sébastien Dupuis           | Citoyens au pouvoir | 283            | 0,7 %  | -     |
| Total                                                                                         | Total                      | Total               | 38 251         | 100 %  |       |
| Le taux de participation lors de l'élection était de 71,9 % et 630 bulletins ont été rejetés. |                            |                     |                |        |       |

|                                                                                               | Nom                        | Parti            | Nombre de voix | %      | Maj.  |
| --------------------------------------------------------------------------------------------- | -------------------------- | ---------------- | -------------- | ------ | ----- |
|                                                                                               | Véronique Hivon (sortante) | Parti québécois  | 17 477         | 44,3 % | 6 806 |
|                                                                                               | Denise Larouche            | Coalition avenir | 10 671         | 27,1 % | -     |
|                                                                                               | Robert Corriveau           | Libéral          | 7 681          | 19,5 % | -     |
|                                                                                               | Flavie Trudel              | Québec solidaire | 2 866          | 7,3 %  | -     |
|                                                                                               | Sylvain Legault            | Option nationale | 510            | 1,3 %  | -     |
|                                                                                               | Mikey Colangelo Lauzon     | Conservateur     | 220            | 0,6 %  | -     |
| Total                                                                                         | Total                      | Total            | 39 425         | 100 %  |       |
| Le taux de participation lors de l'élection était de 69,9 % et 804 bulletins ont été rejetés. |                            |                  |                |        |       |

|                                                                                               | Nom                        | Parti            | Nombre de voix | %      | Maj.  |
| --------------------------------------------------------------------------------------------- | -------------------------- | ---------------- | -------------- | ------ | ----- |
|                                                                                               | Véronique Hivon (sortante) | Parti québécois  | 20 509         | 47,1 % | 7 500 |
|                                                                                               | Normand Masse              | Coalition avenir | 13 009         | 29,9 % | -     |
|                                                                                               | Pascal Beaupré             | Libéral          | 6 102          | 14 %   | -     |
|                                                                                               | Flavie Trudel              | Québec solidaire | 2 449          | 5,6 %  | -     |
|                                                                                               | Amélie Dolbec              | Option nationale | 649            | 1,5 %  | -     |
|                                                                                               | Jean-Mathieu Desmarais     | Indépendant      | 513            | 1,2 %  | -     |
|                                                                                               | Mikey Colangelo Lauzon     | Conservateur     | 202            | 0,5 %  | -     |
|                                                                                               | Michel Thouin              | Union citoyenne  | 92             | 0,2 %  | -     |
| Total                                                                                         | Total                      | Total            | 43 525         | 100 %  |       |
| Le taux de participation lors de l'élection était de 78,3 % et 610 bulletins ont été rejetés. |                            |                  |                |        |       |

|                                                                                               | Nom                      | Parti               | Nombre de voix | %      | Maj.  |
| --------------------------------------------------------------------------------------------- | ------------------------ | ------------------- | -------------- | ------ | ----- |
|                                                                                               | Véronique Hivon          | Parti québécois     | 14 666         | 46,1 % | 5 491 |
|                                                                                               | Christian Trudel         | Libéral             | 9 175          | 28,8 % | -     |
|                                                                                               | Pascal Beaupré (sortant) | Action démocratique | 6 185          | 19,4 % | -     |
|                                                                                               | Flavie Trudel            | Québec solidaire    | 1 549          | 4,9 %  | -     |
|                                                                                               | Pablo Lugo-Herrera       | Indépendant         | 246            | 0,8 %  | -     |
| Total                                                                                         | Total                    | Total               | 31 821         | 100 %  |       |
| Le taux de participation lors de l'élection était de 62,6 % et 715 bulletins ont été rejetés. |                          |                     |                |        |       |